# 작렬! 정신통일
《작렬! 정신통일》은 2007년 4월 14일부터 2007년 9월 15일까지 방송되었던 SBS의 예능 프로그램으로 김용만과 현영이 진행했다. 방송 초기, 4주만에 《무한도전》 시청률을 따라잡겠다고 선언하고 대등하게 따라잡았지만 일본 후지 TV의 톤네루즈 모지모지군 - '두뇌의 벽' 의 포맷 계약을 고지하지 않아 표절 논란이 있었고, 출연자들의 잦은 부상으로 인해 방송 5개월만에 종영했다.

## 역대 패널
- 이계인
- 지상렬
- 김빈우
- 올라이즈 밴드
- 솔비
- 은지원
- 신정환

## 내레이션 (성우)
- 유강진

## 역대 게임

### 하늘이 무너져도 솟아날 구멍은 있다 (두뇌의 벽)
다가오는 스타이로폼 재질의 벽을 보고 구멍에 맞는 포즈를 취해야 한다. 벽을 통과하면 성공이며, 물에 빠지거나 벽이 깨지면 실패이다.

### 호랑이 굴에 잡혀가도 정신만 차리면 산다
주어진 상황을 보고 상황에 맞는 퀴즈를 맞히는 게임

### 공든탑이 무너지랴
4명이 나와서 머리를 쓰고 퀴즈를 푸는 게임

### 낫 놓고 기역 자도 모른다
주어진 10개의 쌍 중 더 많은 쌍의 동작을 일치시키는 게임

### 원수는 외나무다리에서 만난다
물 위의 주어진 외나무다리에서 서로 맞붙어 떨어뜨리는 게임

### 갈수록 태산
주어진 상황에 다음에 이어지는 상황을 더해서 기억하는 게임

### 말 한마디에 천냥 빚 갚는다
주어진 장면을 보고 말로만 설명해 일치시키는 게임